# Canon EF-S 10-22mm f/3.5-4.5 USM
El Canon EF-S 10-22mm f/3.5-4.5 USM és un objectiu zoom gran angular amb muntura Canon EF-S.
Aquest, va ser anunciat per Canon el 19 d'agost de 2004, amb un preu de venta suggerit de 98.000¥.
La seva distància focal de 10-22mm té el mateix camp visual en una càmera EOS de la sèrie EF-S que una lent de 16-35mm en una càmera de fotograma complet.
Aquest objectiu s'utilitza sobretot per fotografia de paisatge i arquitectura.

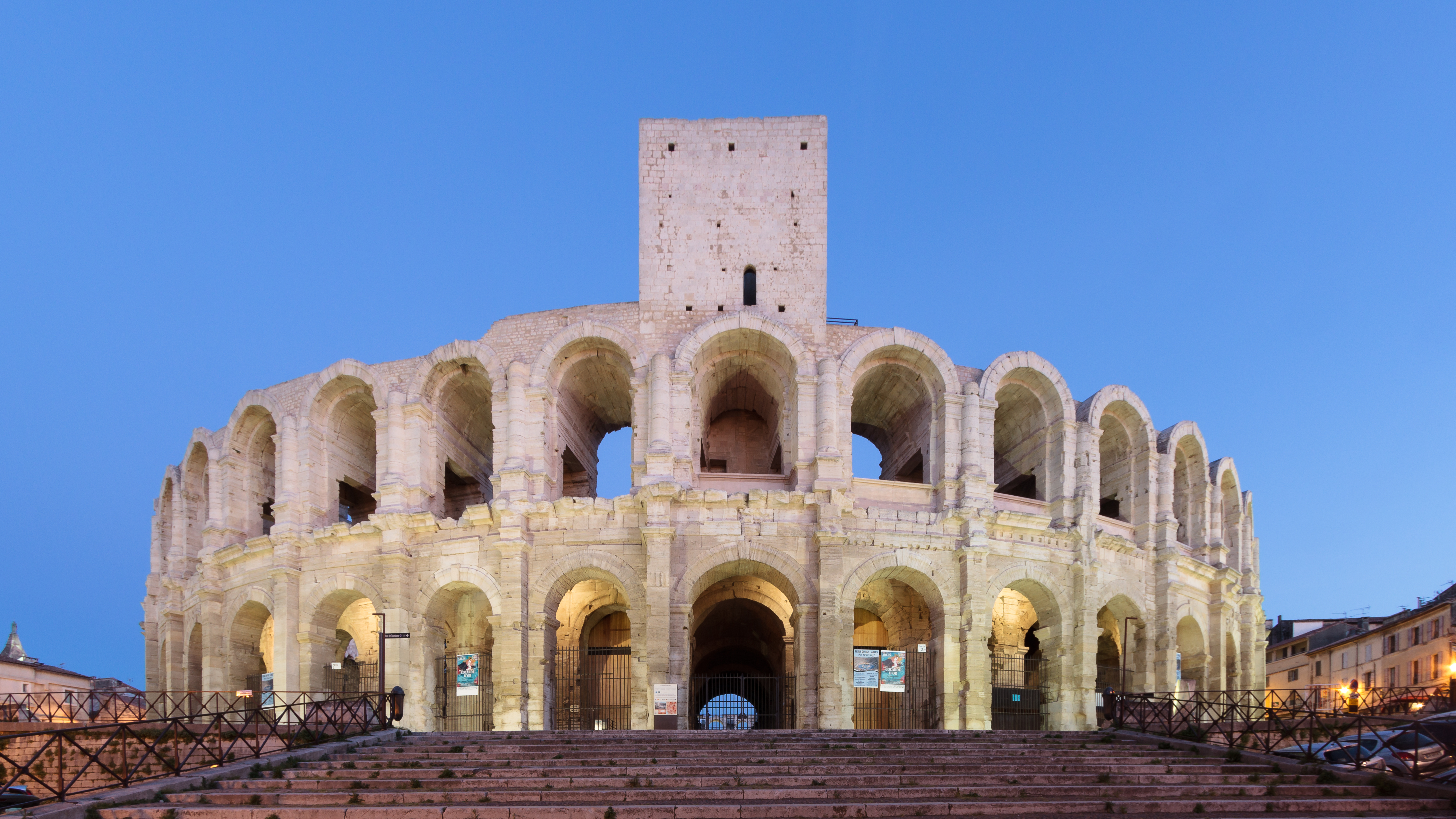
Amfiteatre romà fotografiat a 10mm amb el Canon EF-S 10-22mm f/3.5-4.5 USM

## Característiques
Les seves característiques més destacades són:
- Distància focal: 10-22mm
- Obertura: f/3.5 - 22 (a 10mm) i f/4.5 - 27 (a 22mm)
- Motor d'enfocament: USM (Motor d'enfocament ultrasònic, ràpid i silenciós)
- Distància mínima d'enfocament: 24cm
- Rosca de 77mm
- Distorisió òptica a 10mm de -1,21% (tipus barril) i a 22mm de 0,45% (tipus coixí).[5]
- A 10mm i f/5.6 és on l'objectiu menys ombreja les cantonades. A 22mm i f/5.6 ja es veu molt rebaixat aquest efecte, però a f/8 és on menys ombreja les cantonades.
- A 10mm i f/5.6 i a 22mm i entre f/5.6 i f/8 és on l'objectiu dona la millor qualitat òptica.[5]

## Construcció[6]
- La muntura i l'anell d'identificació són de metall, la resta de parts són de plàstic.
- El diafragma consta de 6 fulles, i les 13 lents de l'objectiu estan distribuïdes en 10 grups.
- Consta d'un element asfèric i una lent d'ultra baixa dispersió. També incorpora un revestiment súper spectra (ajuda a reduir els efectes fantasma).[7]

## Accessoris compatibles[8]
- Tapa E-77 II
- Parasol EW-83E
- Filtres de 77mm
- Tapa posterior E
- Funda LP1319
- Tub d'extensió EF 12 II

## Objectius similars amb muntura Canon EF-S
- Sigma 10-20mm f/3.5 EX DC HSM[9]
- Sigma 10-20mm f/4-5.6 EX DC HSM[10]
- Tamron SP AF 10-24mm F/3.5-4.5 Di II LD Aspherical (IF)[11]
- Tokina ATR-X Pro 11-20mm f/2.8 DX[12]